# Élections régionales de 2017 à Tobago
Les élections régionales de 2017 à Tobago ont lieu le 23 janvier 2017 à Trinité-et-Tobago afin de renouveler les 12 sièges de l'assemblée du territoire autonome de l'île de Tobago.
Le Mouvement national du peuple est reconduit au pouvoir, malgré un recul lui faisant perdre son omniprésence à l'assemblée. Le parti Patriotes progressistes démocrates, pro indépendance, entre à l'assemblée.

## Système électoral
L'Assemblée de Tobago est un parlement unicaméral composé de douze sièges pourvus pour quatre ans au scrutin uninominal majoritaire à un tour dans autant de circonscriptions.

## Résultats
|                          |                                          |        |       |        |               |  |  |  |  |
| Parti                    | Parti                                    | Voix   | %     | Sièges | +/-           |  |  |  |  |
|                          | Mouvement national du peuple (PNM)       | 13 310 | 54,87 | 10     | 2             |  |  |  |  |
|                          | Patriotes progressistes démocrates (PDP) | 7 537  | 31,07 | 2      | 2             |  |  |  |  |
|                          | En avant Tobago (TF)                     | 3 352  | 13,82 | 0      | en stagnation |  |  |  |  |
|                          | Mouvement pour la transformation (MFT)   | 59     | 0,24  | 0      | en stagnation |  |  |  |  |
|                          |                                          |        |       |        |               |  |  |  |  |
| Suffrages exprimés       | Suffrages exprimés                       | 24 258 | 99,65 |        |               |  |  |  |  |
| Votes blancs et nuls     | Votes blancs et nuls                     | 85     | 0,35  |        |               |  |  |  |  |
| Total                    | Total                                    | 24 343 | 100   | 12     | en stagnation |  |  |  |  |
| Abstentions              | Abstentions                              | 24 637 | 50,30 |        |               |  |  |  |  |
| Inscrits / participation | Inscrits / participation                 | 48 980 | 49,70 |        |               |  |  |  |  |